# Bousin
Pour l’article ayant un titre homophone, voir Bouzin.
Dans les domaines de la géologie, le bousin est la matière étrangère, généralement terreuse, qui recouvre parfois sur quelques centimètres d'épaisseur les pierres extraites de la carrière. Dans le domaine de la construction, il s'agit de la croûte tendre qui se forme à la surface de la pierre et qu'il faut enlever avant l'emploi.
Le bousin sépare deux bancs de pierre; il forme le délit dans la masse et après extraction du bloc, il se trouve sur le lit du bloc. S'il existe une partie tendre dans un bloc ou dans une pierre, elle n'est pas continue; on doit l'appeler alors tendrière.

## Bousin des carriers
Le bousin est une espèce de boue, d'où dérive le terme de carrier et de tailleur de pierre, « bousin »: croûte tendre et molle qui se trouve à la surface des pierres et des moellons. On doit retirer le bousin de pierres avant de les employer; c'est ce qu'on nomme « ébousiner », soit purger de son bousin,; une taille donc permettant de découvrir la partie dure et propre à la construction. On dit aussi ébousiner jusqu'au vif, ou mettre à vif, smiller (On parle aussi de moellon ébousiné ou essemillé). La pierre ébousinée est la pierre dont on a ôté le bousin sur les deux lits.
Dans les anciens traité de construction, l'analogie avec l'aubier (ou aubour) du bois est soulignée: 

« Il est aussi mauvais de laisser aux pierres leur bousin que l'aubier au bois, car le premier entraîne la perte des pierres et le second celle des bois, ce qui nuit également à la stabilité des constructions. »

Chez Philibert Delorme en 1567:

« Telle matiere de bousin ne vault rié car elle est tendre & molle comme craye & se destrempe & dissoult quand elle demeure en l'eau ë & est humectée. Vray est qu'ayant esté longtemps dedans le ventre de la terre, ausdictes carrieres, elle devient dure, & se convertit en nature de pierre cóme tres bien le cognoissent par experience ceux qui frequentent les carrieres. Le bousin à dire verité sert autant mis en œuvre avecques la bonne pierre, comme faict l'aubour trouvé en un bon bois & mis aussi en œuvre auec ledit bois: car non seulement il le mange & consume en poudre, mais aussi il gaste ce qui est bon en luy. Ainsi faict ledit bousin, car non seulemát il gaste les bonnes maçonneries, ains bien souvent est cause de leur ruine, ainsi qu'il se voit journellement quand il est appliqué en œuvre, tant par la malice des maçons que par le facile moien qu'ils ont d'incontinent tailler telles pierres bousinieres, & sans grande despense & peine, pour estre fort tendres & aussi qu'ils ont avantage pour a maçonnerie qui s'en haulse plustost & sy trouve plus de toises. »

— Philibert Delorme, Le Premier tome de l'Architecture